# Pinhal de Frades
Pinhal de Frades é uma localidade portuguesa da freguesia de Arrentela, município do Seixal. Durante muito tempo não foi mais que um pinhal, mas devido à crescente urbanização com a construção de inúmeras construções de primeira e segunda habitação tem tido um grande crescimento populacional. É lá a divisão entre as freguesias de Fernão Ferro e Arrentela.

## Escolas e Associativismo
- Escolas:
  - Escola Básica de 1º Ciclo/Jardim-de-Infância de Pinhal de Frades
  - Escola Básica de 2º e 3º Ciclos Carlos Ribeiro
  - Colégio Atlântico - Cresce, Jardim de Infância, Ensino Básico e Secundário
- Associações:
  - Associação de Pais, Enc. de Educação e Amigos da Escola Básica de 1º Ciclo/Jardim-de-Infância de Pinhal de Frades
  - Associação de Pais e Enc. de Educação da Escola Básica dos 2º e 3º Ciclos de Pinhal de Frades
  - Associação de Reformados, Pensionistas e Idosos de Pinhal de Frades
  - Centro de Solidariedade Social de Pinhal de Frades
  - Cooperativa Habitacional "Casa Seixalense" CRL
  - Grupo Motard Pinhal de Frades - Associação Mototurística de Beneficência e Solidariedade Social